# Castrum Vesulium

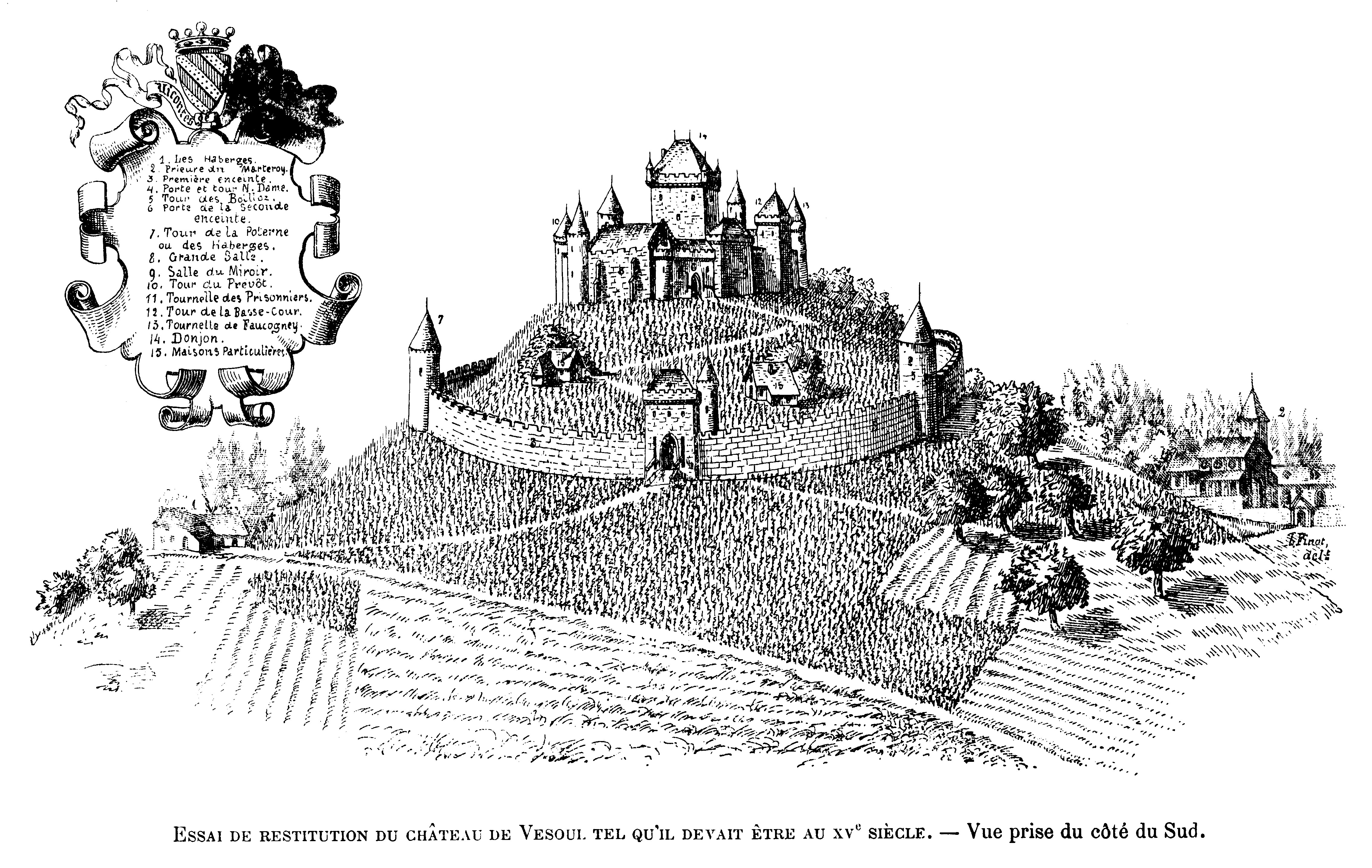
Reproduction du Castrum Vesulium

Le Castrum Vesulium (château de Vesoul en latin) était un château fort situé sur La Motte, qui donna naissance à la ville de Vesoul. Le château a été construit au cours du Moyen-Age et détruit en 1595, lors du siège de Tremblecourt.

## Histoire

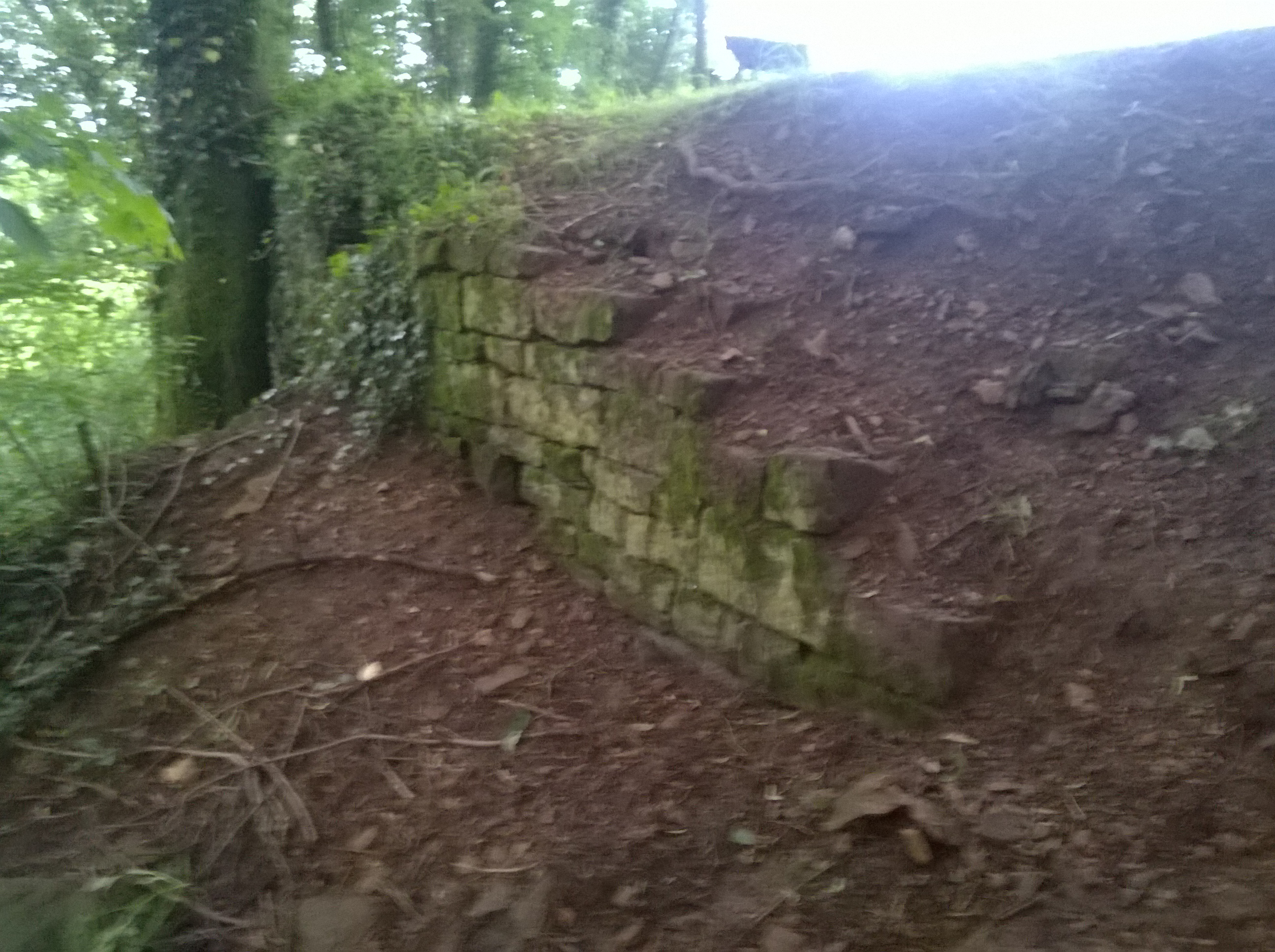
Vestiges du château, au sommet de la Motte (photo prise en 2016)

Le château est construit au cours du Haut-Moyen-Age sur le sommet de La Motte, une butte-témoin calcaire surplombant la vallée du Durgeon culminant à 375 mètres d'altitude. Cet emplacement d'importance stratégique permettant de repérer de loin l'approche de l'ennemi constitue un site défensif de premier choix durant les périodes des guerres médiévales. Le château est édifié par les comtes de Portois qui délaissent Port-sur-Saône, rasé par les Normands, pour s’installer sur ce nouveau site, situé à 10 kilomètres au sud-est de Port-sur-Saône. Sur ce site, des objets datant de l'Antiquité, principalement des monnaies et des médailles à l'effigie des premiers empereurs romains ont été découverts par des archéologues. En effet, sur ce site passait à proximité des voies romaines reliant Mandeure à Port-sur-Saône (axe Est-Ouest) et Besançon à Luxeuil (axe Nord-Sud).
Le plus ancien document mentionnant le Castrum Vesulium date de 899.
Les comtes, vassaux des comtes de Bourgogne, prennent le titre de vicomtes : le premier connu (en 1019) par les textes est Gislebertus, viscomes vesuli castri (vicomte du château de Vesoul ).
Sur ce château, l'historien local Jules de Trévillers déclare :

« Non seulement c'est à son château que la ville de Vesoul doit son origine, mais elle lui doit également son rôle de chef-lieu d'une vaste circonscription territoriale qui s'étendait du versant méridional des Vosges aux rives de l'Ognon. »

Vers 1030, le site est appelé Castellum, terme qui désigne un camp fortifié.

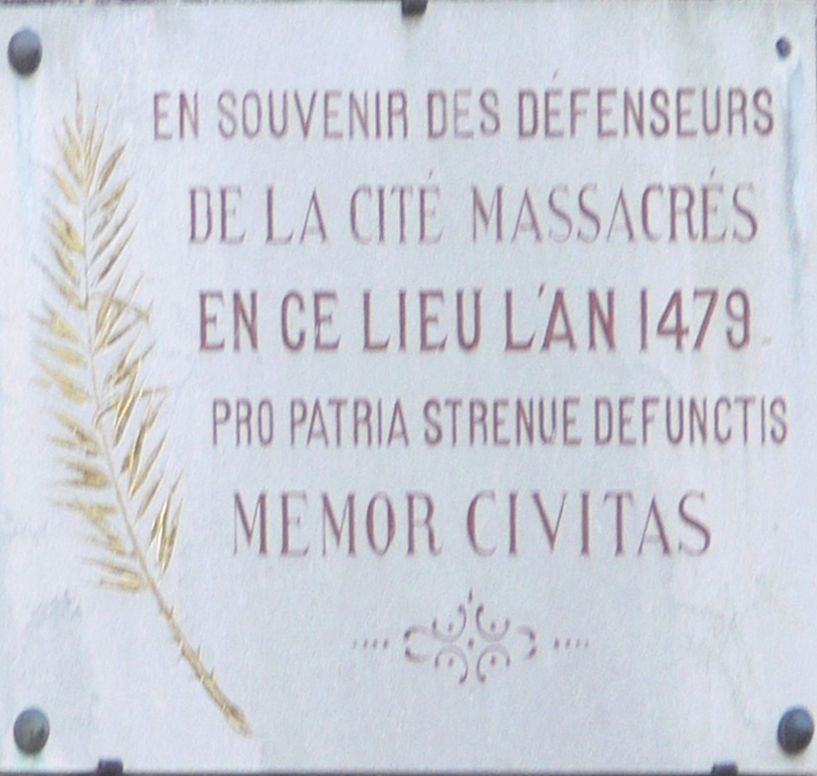
Plaque commémorative du massacre de 1479

Les comtes de Portois fondent ensuite, en 1092, le prieuré du Marteroy sur le versant oriental de la Motte.
Dès le XIIe siècle, le château se développe et une cité voit le jour sur le flanc sud de la Motte.
Assiégé et détruit partiellement en 1479 par Louis XI durant la guerre de succession de Bourgogne, puis reconstruit, le château est pris et totalement démantelé par les troupes de Henri IV en 1595 ; il ne sera pas reconstruit.

## Fortifications
Le Castrum Vesulium comportait deux enceintes. La première enceinte du château était de forme irrégulière et se trouvait à environ 150 mètres du sommet de la Motte, dans le sens de l'ascension. La deuxième enceinte se trouvait à environ 50 mètres du sommet, sur le vaste plateau où se trouve l'actuelle chapelle Notre-Dame-de-la-Motte. Cette enceinte ne comportait probablement qu'une seule porte fortifiée, mais plusieurs poternes avait été percées. Quelques maisons se trouvaient entre la première et la deuxième enceinte. Toutes les fortifications ont été détruites,
Fortifications de la première enceinte
- Tour Notre-Dame
- Tournelle des Boilloz, située à l'est, en direction du prieuré du Marteroy
- Tour de la Poterne (ou tour des Haberges), située à l'ouest, en direction des Haberges
- Tour de Froitcul, située au nord

Fortifications de la deuxième enceinte
- Tour de la Basse-Cour, située à l'est, elle dominait la tournelle des Boilloz
- Tour du Prévôt, située à l'ouest, elle dominait la tour de Haberges
- Tournelle des Prisonniers, située à l'ouest, elle était une annexe de la tour du Prévôt
- Grosse Tour, située au nord, elle a notamment été renforcée par Philippe Le Bon
- Tournelle de Faucogney

## Gouverneurs du chateau
- Richard de Dampierre[8]
- Jacques de Villafans